# Плешканівська сільська громада
Плешканівська сільська об'єднана територіальна громада — колишня об'єднана територіальна громада в Україні, на територіях Драбівського та Золотоніського районів Черкаської області. Адміністративний центр — село Плешкані.
Площа громади — 114,93 км², населення — 2404 мешканці (2018).
Утворена 17 липня 2018 року шляхом об'єднання Коврайської, Підставківської, Плешканівської сільських рад Золотоніського району та Безпальчівської сільської ради Драбівського району.

## Населені пункти
У складі громади 4 села: Безпальче, Коврай, Підставки, Плешкані.